# Беренісе Рендон Талавера
Беренісе Рендон Талавера (1957, Мексика) — мексиканський дипломат. Надзвичайний і Повноважний Посол Мексики в Україні.

## Життєпис
Народилася у 1957 році в Мехіко, Мексика. Закінчила Гарвардський Університет, Кембрідж, Массачусетс, Сполучені Штати Америки (1984), Інститут дипломатичної підготовки ім. Матіаса Ромеро (1987).
З 1977 року працює на дипломатичній службі Мексиканських Сполучених Штатів. біймала посади з таких питань: захист та консульські справи, міжнародні економічні відносини; була директором Департаменту Скандинавських Країн. Працювала помічником заступника Міністра з питань міжнародного співробітництва, особистим секретарем заступника Міністра «B» та начальником відділу в Генеральному управлінні Європи.
Першим місцем роботи був Бостон (штат Невада, США), згодом місія на Кубі. Протягом 10 років в Мексиці займала різні державні посади. Відкрила почесне консульство Мексики в Неваді, Лас-Вегасі та Браунсвиллі (штат Техас, США), де проживає велика мексиканська громада.
У 2005—2009 роках — Надзвичайний і Повноважний Посол Мексики в Сальвадорі.
З липня 2009 по 2014 р. — перший Надзвичайний і Повноважний Посол Мексиканських Сполучених Штатів в Україні з резиденцією в Києві.
17 вересня 2009 року вручила вірчі грамоти Президенту України Віктору Ющенку.